# Държавно устройство на Австралия
Австралия е федерална парламентарна монархия в състава на Общността на нациите. Държавен глава е кралят на Австралия, представена от генерал-губернатор.

## Изпълнителна власт
Изпълнителна власт: правителство начело с премиер-министър.

## Законодателна власт
Висш законодателен орган е федералният парламент, състоящ се от Сенат (горна палата) от 76 сенатора, избирани за 6 години, и Палата на представителите от 148 депутати, избирани за 3 години.